# SDSS J085543.40-001517.7
SDSS J085543.40-001517.7 abrégé en SDSS J0855-0015, est l'un des quasars les plus lumineux observés à ce jour, sa magnitude bolométrique est égale à 3,7 × 1048 ergs. Il a été découvert en décembre 2009 par une équipe analysant les données enregistrées par le Large Sky Area Multi-Object Fibre Spectroscopic Telescope (LAMSOT). Il se situe dans la constellation de l'Hydre et se situerait, selon les valeurs de décalage vers le rouge, à 3,34 milliards d'années-lumière,.

## Caractéristiques
Ce quasar est situé dans une région nommée le désert des quasars, en effet, les quasars avec un décalage vers le rouge similaire à celui de SDSS J0855-0015 sont quasi indiscernables par rapport aux étoiles lointaines (distance >20 000 al) d'où le nom désert des quasars. Selon les mesures du Lamost et celles du SDSS, il est le quasar le plus lumineux avec un décalage vers le rouge entre 2,3 et 2,7. Sa magnitude apparente est de 16,84 tandis que sa magnitude absolue est de -31,5. Les propriétés de la luminosité infrarouge et optique du quasar révèlent la présence d'un trou noir ultra-massif d'une masse comprise entre 14 et 39 milliards de masses solaires.

## Sources externes
- (en) SDSS J085543.40-001517.7 sur la base de données Simbad du Centre de données astronomiques de Strasbourg.
- SDSS J0855-0015 sur le site Stellarium.org.